# ぷらっとホーム
ぷらっとホームは、東京都千代田区に本社を置くコンピュータ周辺機器やネットワーク機器の販売を（一部企画開発も）行う企業である。生産工場を持たないファブレス企業である。また独自企画製品に関しては他社製品を自社ブランドとして販売したものがある。
前身の本多通商の時代からユニークな品揃と、その店主の「看板おやじの店」として親しまれていた。'90年代の現法人設立後も引き続き、BeBoxなど話題の情報に早いことと、Unix関係や、その中でもPC-UNIXのようなオープンソース系の新しいアーキテクチャに強い店として業界に知られた。その後に2000年に独自企画したネットワーク・アプライアンス製品「OpenBlocks」シリーズは、店舗撤退後の現在も主力商品系列のひとつとなっている。名前は「platform」に「ぷらっと立ち寄れるアットホームなお店・plathome」の意を掛けている。

## 沿革
以下、特記の無い限り出典はによる。
- 1993年3月 - コンピュータおよび周辺機器の開発ならびに製造、販売を目的として、ぷらっとホーム株式会社を設立。
- 1993年12月 - LinuxおよびFreeBSDのパッケージを輸入販売開始。
- 1994年6月 - インターネットのドメイン「plathome.co.jp」を取得し、電子メールの運用を開始。
- 1995年7月 - 業界初のインターネットショールーム「パートナーズプラザ」を開設。[要出典]
- 1996年8月 - 自社ブランドによるサーバ「プラットホームファクトリーシリーズ」の製造・販売を開始。
- 1999年12月 - 次世代インターネット・プロトコルIPv6に対応した製品「IPv6 Standard System」を発売開始。[要出典]
- 2000年7月 - 東証マザーズに上場。
- 2000年 - 初代OpenBlocks「OpenBlockS」誕生。
- 2005年7月 - 本社を秋葉原ダイビルに移転。[要出典] https://www.kajima.co.jp/news/press/200502/17m1fo-j.htm
- 2005年12月 - 秋葉原「ミツワビル」[4]にあった店舗を閉鎖[5]。
- 2008年6月 - 本多弘男会長逝去[6]（享年64歳）。7月に千代田区丸の内のパレスホテルで行われた「お別れの会」には多くの業界関係者が集まった[7]。
- 2011年12月 - 本社を市ヶ谷の日本ビルディング九段別館に移転。
- 2014年8月 - 市場選択により東証第二部に市場変更。